# Like a Cannonball
Like a Cannonball es una canción de la boy band puertorriqueña Menudo, lanzada en 1984 bajo el sello discográfico RCA Records. La canción fue grabada para la banda sonora de la película de Burt Reynolds, titulada Cannonball Run II, y fue incluida en la lista de canciones del primer álbum en idioma inglés del grupo, Reaching Out.
La voz principal de la canción estuvo a cargo de Robi Draco Rosa (entonces conocido como Robby Rosa), uno de los cinco integrantes del grupo, que en ese momento también incluía a Ricky, Charlie, Ray y Roy. Esta fue la primera participación de Robby, quien reemplazó a Johnny Lozada después de que este alcanzara la edad límite para permanecer en el grupo (16 años).
El lanzamiento de esta canción fue de gran importancia para los artistas, ya que se trató del primer fonograma grabado en inglés, con la intención de expandir la carrera de Menudo hacia mercados más allá de los países latinos. Para ello, los integrantes participaron en un programa intensivo de entrenamiento en el idioma, con el objetivo de minimizar cualquier rastro de acento español.
En los Estados Unidos, el sencillo fue lanzado en discos de vinilo de 12 y 7 pulgadas, incluyendo versiones en inglés, español e incluso una versión remix producida por el creador del grupo, Edgardo Díaz, en colaboración con Snuff Garrett. Para promover la canción, se realizó un videoclip dirigido por Garry Marshall.
Comercialmente, se convirtió en un éxito, apareciendo en listas musicales de Estados Unidos y Brasil.

## Lista de canciones
Ref.
Lado A
| N.º | Título                                | Escritor(es)                | Duración |  |
| 1.  | «Like a Cannonball (English Version)» | M. Brown S. Dorff S. Garret | 3:21     |  |

Lado B
| N.º | Título                                | Escritor(es)                | Duración |  |
| 1.  | «Like a Cannonball (Spanish Version)» | M. Brown S. Dorff S. Garret | 3:21     |  |

## Listas

### Listas semanales
| Lista musical (1984)                                     | Mejor posición |
| -------------------------------------------------------- | -------------- |
| Brasil (La Opinión)                                      | 6              |
| Estados Unidos (Billboard Top Latin Albums - Nueva York) | 3              |